# Phoenix-Air-Flug Dart 21
Der Flugunfall in Fresno 1994 ereignete sich am 14. Dezember 1994. An diesem Tag stürzte ein Learjet 35A der Phoenix Air im Stadtgebiet von Fresno, Kalifornien auf eine belebte Straße, nachdem im Flug ein Brand ausgebrochen war und die Piloten die Kontrolle über die Maschine verloren hatten. Bei dem Unfall starben die zwei Insassen des Learjet, am Boden wurden 21 Personen verletzt.

## Maschine
Bei der betroffenen Maschine handelte es sich um einen 1979 gebauten Learjet 35A mit der Werknummer 35A-239, dessen Roll-Out am 7. April 1979 erfolgt war. Die Maschine wurde am 25. Juni 1979 nach Australien exportiert und war zunächst mit dem Luftfahrzeugkennzeichen VH-KTI auf Katies (Pty) zugelassen, später übernahm die JODA LLC die Maschine und betrieb sie mit dem Kennzeichen N239GJ. Am 17. September 1992 übernahm Phoenix Air die Maschine und setzte sie seitdem durchgehend mit dem Kennzeichen N512PA ein. Bei der Phoenix Air, die Flüge im Auftrag verschiedener US-Bundesbehörden durchführte, wurde die Maschine aufwändig für militärische Spezialeinsätze umgebaut. Das zweistrahlige Geschäftsreiseflugzeug war mit zwei Turbofantriebwerken des Typs Honeywell TFE731-2-2B ausgestattet. Bis zum Zeitpunkt des Unfalls hatte die Maschine 6.673 Betriebsstunden absolviert, auf die 5.254 Starts und Landungen (= Flugzyklen) entfielen.

## Insassen
Es befand sich eine zweiköpfige Besatzung an Bord, bestehend aus einem Flugkapitän und einem Ersten Offizier:
- Der 36-jährige Flugkapitän Richard Anderson (* 23. März 1958) wurde am 1. Juli 1990 durch Phoenix Air als Erster Offizier für Maschinen des Typs Learjet eingestellt. Er verfügte über Musterberechtigungen für die Flugzeugtypen Learjet, Beechcraft King Air 300 und Beechcraft 1900. Im November 1991 wurde er zum Flugkapitän an Bord von Maschinen des Typs Learjet befördert. Die kumulierte Flugerfahrung des Flugkapitäns belief sich auf 7.109 Flugstunden, wovon er 2.746 Stunden in Maschinen des Typs Learjet absolviert hatte, davon wiederum 1.954 Stunden als Pilot in Command. 
Aus Aufzeichnungen der Federal Aviation Administration ging ein Vorfall hervor, bei dem der Flugkapitän auf fahrlässige Weise gegen die Vorschriften zur Flugsicherheit verstoßen hatte, indem er am 30. Mai 1988 mit einer Cessna 402C versucht hatte, vom Flughafen Las Vegas abzuheben, während die Parkbremse der Maschine teilweise noch aktiv war. Infolge des Zwischenfalls wurde seine Flugberechtigung für 14 Tage ausgesetzt.

- Der 34-jährige Erste Offizier Brad Sexton (* 8. August 1960) wurde am 1. November 1991 durch Phoenix Air eingestellt. Der Erste Offizier hatte bis zum Zeitpunkt des Unfalls 5.268 Flugstunden absolviert, wovon er 3.000 Stunden in Cockpits von Maschinen des Typs Learjet absolviert hatte, davon 2.000 Stunden in der Funktion des Pilot in Command. Im September 1992 wurde der Erste Offizier zum Flugkapitän für Maschinen des Typs Learjet befördert.

## Unfallhergang
Die Unfallmaschine verfügte über einen Umbau zur Militärmaschine, der durchgeführte Flug mit Start und Ziel auf dem Fresno Air Terminal war militärischer Natur und wurde in Kooperation mit der Air National Guard durchgeführt. Die Maschine war eine von zwei baugleichen Learjets, mit denen entsprechende Übungen geflogen wurden. Als die Maschine einen Anflug auf das Fresno Air Terminal durchführen sollte, meldeten die Piloten plötzlich einen Brand am rechten Triebwerk. Sie flogen eine Rechtskurve für eine Notlandung auf dem Flughafen, doch aufgrund von Schwierigkeiten, die Maschine zu kontrollieren, überflogen sie die Landebahn nur und die Maschine flog in Richtung des Stadtgebiets von Fresno. Den Piloten gelang es knapp, eine Grundschule zu überfliegen. Sie versuchten, die Maschine auf der Olive Avenue notzulanden, wobei diese einen Lichtmast abknickte und daraufhin gegen einen entlang der Straße gelegenen Wohnkomplex prallte und in Flammen aufging. Insgesamt wurden 21 Personen am Boden verletzt, teilweise sehr schwer – eine Bewohnerin des Wohnkomplexes erlitt unter anderem Verbrennungen an 60 Prozent ihres Körpers. Zwölf Wohnungen in zwei Wohnhäusern wurden durch den Aufprall und den Brand schwer beschädigt. Die Maschine wurde durch den Aufprall und Brand völlig zerstört, die beiden Piloten kamen ums Leben.

## Ursache
Das National Transportation Safety Board übernahm nach dem Unfall die Ermittlungen zur Unfallursache. Die Ermittler stellten an der Maschine unsachgemäß installierte elektrische Leitungen für Spezialmissionen fest, die zu einem Brand während des Fluges geführt hatten, welcher Schäden an den Systemen und Strukturen des Flugzeugs und in der Folge Schwierigkeiten bei der Steuerung des Flugzeugs verursachte. Ferner bemängelten die Ermittler unsachgemäße Wartungs- und Inspektionsverfahren durch den Betreiber sowie eine unzureichende Aufsicht und Genehmigung der Wartungs- und Inspektionsarbeiten durch den Betreiber bei der Installation der Spezialmissionssysteme.

## Nachwirkungen
Um die Piloten zu ehren, die im letzten Moment versuchten, die Grundschule zu überfliegen, wurde die Bibliothek der Grundschule Anderson Sexton Library genannt.